# Adji
Adji, nom de scène d'Adjaratou Sanon, est une artiste chanteuse burkinabè née en 1980 et morte dans la nuit du 24 décembre 2024.

## Biographie

### Enfance & carrière
Adji naît à Bobo-Dioulasso en 1980. Compagne de l’artiste Black So Man avec qui elle a eu un fils, elle s’intéresse aussi à la musique dès son jeune âge. Après le décès de Black So Man, Adji sort un album en hommage au père de son enfant.
En janvier 2024, elle sort son dernier album baptisé Sous l’aile de la foi en témoignage à sa maladie du cancer.

### Maladies et mort
En 2021, Adji annonçait être atteint du cancer du sein. Plusieurs fois hospitalisée, elle se rend au Maroc, puis en Tunisie pour les soins. En 2022, l’association des femmes artistes musiciennes lance une collecte en vue de réunir 12 millions de francs CFA pour venir en aide à leur consœur pour ses soins.
En 2023, elle annonce être guérie du cancer du sein mais atteint d’un autre : le cancer du médiastin,. Elle en est morte dans la nuit du 24 décembre 2024,.

## Discographie

### Album
2024 : Sous l'aile de la foi
2018 : Il a payé cash
2016 : Burkina

### Maxi
2021 :